# Yoshihiro Tatsumi

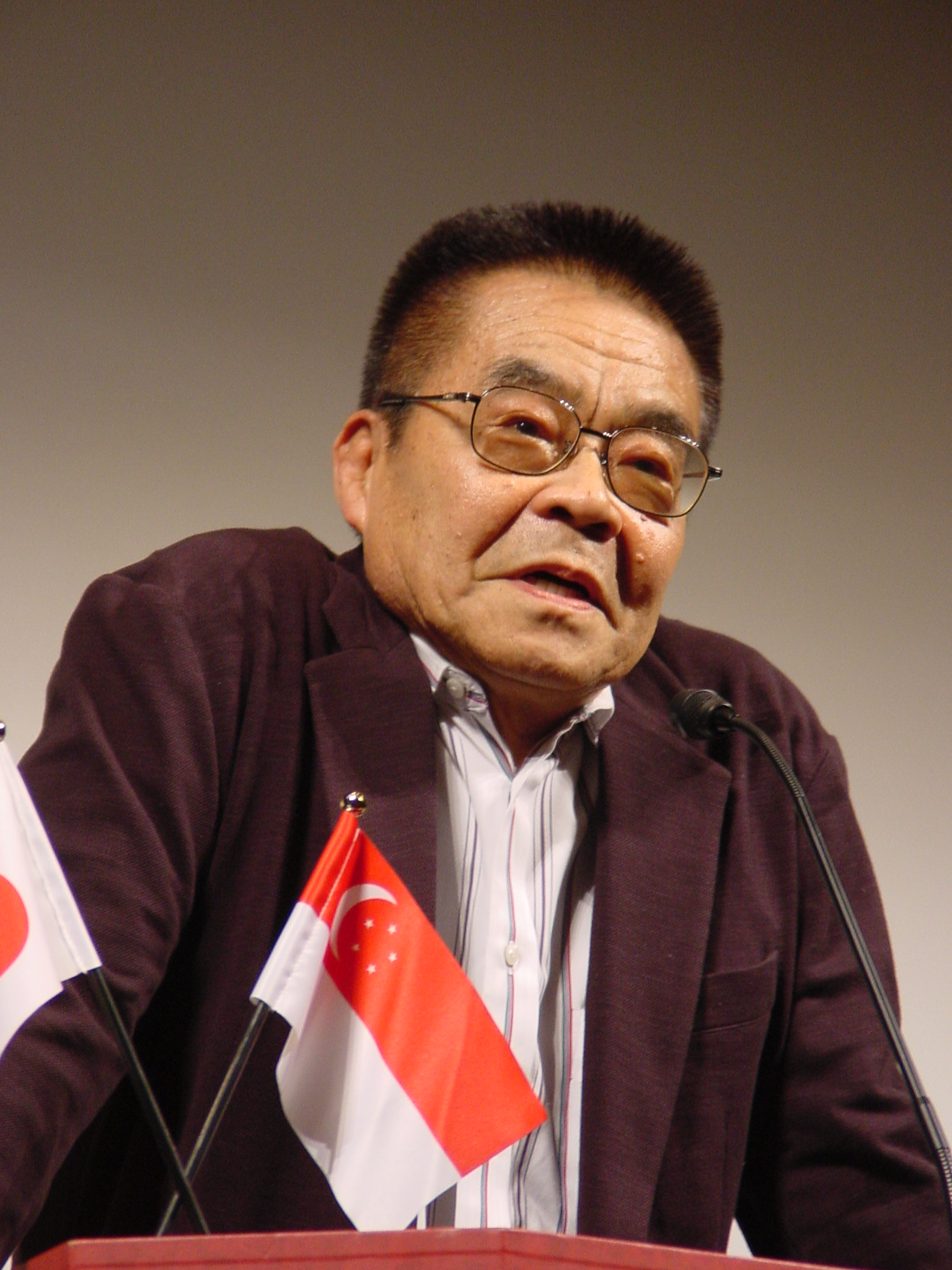

Yoshihiro Tatsumi, född 10 juni 1935 i Osaka, död 7 mars 2015 i Tokyo, var en japansk serietecknare. Tatsumi är känd för sina serier för vuxna som skildrar ett hårt samhälle i efterkrigstidens Japan. Han tog avstånd från termen manga, som främst var förknippad med barnserier och Osamu Tezukas teckningsstil. Till följd av att föräldrar ändå köpte Tatsumis serier till sina barn, och sedan klagade på deras innehåll, lanserade han i en PR-kampanj begreppet gekiga, "dramatiska bilder", för att undvika missförstånd.

## Publicering och filmatisering
Yoshihiro Tatsumis verk har blivit översatta till ett flertal språk, bland annat franska, engelska, spanska och svenska. År 2011 släpptes den tecknade långfilmen Tatsumi, som dels bygger på Tatsumis memoarer från 2008, dels på en rad av hans tidigare novellserier. Filmen regisserades av den singaporianske filmaren Eric Khoo.

## Serier publicerade i Sverige
- "Hundkojan" (Pox 9/86)
- "På lek" (Pox 5/87)
- "Desinfektion" (Pox 11/87)
- "Teleskopet" (Pox 2/89)
- "Good bye" (Pox 7/89)